# ألبرتو غوميز
ألبرتو غوميز (بالإسبانية: Alberto Gómez)‏ (مواليد 10 يونيو 1944) هو لاعب كرة قدم. يلعب مع منتخب الأوروغواي لكرة القدم. سبق له أن لعب في كأس العالم لكرة القدم مع منتخب بلاده.

## روابط خارجية
- ألبرتو غوميز على موقع الاتحاد الدولي (مؤرشف)  (الإنجليزية)
- ألبرتو غوميز على موقع قاعدة بيانات كرة القدم.إي يو (الإنجليزية)
- ألبرتو غوميز على موقع ناشيونال فوتبول تيمز (الإنجليزية)
- ألبرتو غوميز على موقع Soccerway.com (الإنجليزية)
- ألبرتو غوميز على موقع عالم كرة القدم.نت (الإنجليزية)